# Адолфо де ла Уерта
Адолфо де ла Уерта Маркор (шп. Adolfo de la Huerta Marcor; Гвајамас, 26. мај 1881 — Мексико Сити, 9. јул 1955) био је мексички политичар и 38. председник Мексика.

## Биографија
Рођен је 26. мај 1881. у месту Гвајамас, држава Сонора. Као гувернер те државе, повео је револуцију из Агва Пријете којом је свргнут, а касније и убијен мексички предсједник Венустијано Каранза.
Након Каранзине смрти, био је именован за привременог председника Мексика, и ту функцију је обављао од 1. јуна до 30. новембра 1920. године. Једна од најважнијих ствари која се догодила у тих 6 месеци била је предаја Панча Виље и његове војске. На положају председника наследио га је Алваро Обрегон.
Године 1923. подржан војском, повео је побуну чији је циљ био смена Алвара Обрегона, а сам Обрегон је касније сузбио побуну.
Умро је у Мексико Ситију 1955. у 74. години живота.